# Военный контингент Молдовы в Ираке
Военный контингент Молдавии в Ираке — подразделение вооружённых сил Молдавии, созданное в 2003 году и находившееся в составе сил многонациональной коалиции с сентября 2003 года до декабря 2008 года.

## История
Решение о отправке военного контингента в Ирак было принято 21 апреля 2003 года на заседании высшего совета безопасности республики, проходившем под председательством президента страны Владимира Воронина. Министерству обороны республики было поручено подготовить контингент сапёров и военных медиков, которые будут участвовать в разминировании территории Ирака и оказании медицинской помощи.
8 сентября 2003 года на транспортном самолёте C-17A ВВС США в Багдад вылетел первый контингент из 42 военнослужащих со стрелковым оружием и необходимым снаряжением (36 пехотинцев, пять сапёров и один штабной офицер - командир сводного подразделения А. Носатый). Это была первая операция вооружённых сил Молдавии за границами страны.
Молдавские военнослужащие находились в городе Самарра и занимались охраной объектов, патрулированием и разминированием местности. Замена личного состава проходила каждые шесть месяцев. В ноябре 2003 года группа военнослужащих Молдавии попала в засаду и отступила. Прикрывавший отход прапорщик Вячеслав Липчиу был ранен (он получил огнестрельное ранение в ногу, был эвакуирован из Ирака и отправлен на лечение в военный госпиталь США на территории ФРГ).
В сентябре 2005 года была проведена ротация личного состава - ранее находившиеся военнослужащие возвратились в Молдавию, в Ирак был отправлен второй контингент (группа сапёров, которая занималась разминированием местности). 13 января 2006 года была вновь проведена ротация личного состава, в Ирак прибыл третий контингент сокращённого состава (11 военнослужащих). 10 июля 2008 года парламент Молдавии разрешил увеличить численность контингента с 11 до 20 военнослужащих.
Начавшийся в 2008 году всемирный экономический кризис осложнил положение в экономике страны, было принято решение о сокращении государственных расходов. Также в заявлении правительства Молдавии было отмечено, что обстановка в Ираке уже относительно стабилизировалась и в продлении операции нет необходимости. Продолжительность пребывания шестого контингента (20 сапёров, которыми командовал подполковник Виталий Стоянов) была сокращена до четырёх месяцев (при этом, изначально предполагалось, что они покинут Ирак 22 декабря 2008 года, но из-за неблагоприятных погодных условий вылет самолета с военной базы в Ираке в Кишинев был отложен). 25 декабря 2008 года они покинули Ирак.
15 декабря 2011 года США объявили о победе и официальном завершении Иракской войны, однако боевые действия в стране продолжались.

## Результаты
Всего (с учётом шести ротаций личного состава) в операции в Ираке участвовали 107 военнослужащих Молдавии (пехотинцы, сапёры и несколько штабных офицеров). Погибших и умерших среди них не имелось, но один военнослужащий был ранен.
В перечисленные выше потери не включены потери «контрактников» сил коалиции (сотрудники иностранных частных военных и охранных компаний, компаний по разминированию, экипажи авиатехники, а также иной гражданский персонал, действующий в Ираке с разрешения и в интересах стран коалиции):
- так, 9 января 2007 года самолёт Ан-26Б-100 1981 года постройки (бортовой номер ER26068) молдавской авиакомпании AERIANTUR-M, совершавший рейс из города Адана на юго-востоке Турции в Ирак, разбился при посадке в аэропорту города Балад (в 80 километрах северо-западнее Багдада), где расположена авиабаза США "Анаконда"[7]. На борту самолёта находились 35 человек - пять членов экипажа (граждане Молдавии Алексей Ганжа, Анатолий Сефледюк, Григорий Чуприков, Петр Сырбу и Сергей Машталяр), 29 турецких строительных рабочих и американец, сопровождавший строительных рабочих[8] (34 из них погибли, выжил один турецкий строительный рабочий, который сообщил, что самолёт был сбит огнём с земли)[9]. Ответственность за уничтожение самолёта взяла на себя группировка "Исламская армия в Ираке"[10], однако в опубликованных позднее результатах расследования было указано, что наиболее вероятной причиной трагедии считаются сложные метеоусловия (туман над взлётно-посадочной полосой)[11].

Командовавший двумя контингентами в Ираке офицер Анатолий Носатый за участие в операции был награждён правительством США медалью "Бронзовая звезда" (и позднее стал министром обороны Молдавии). В дальнейшем, 8 сентября 2013 года участвовавшие в операции военнослужащие были награждены правительственными наградами Молдавии в связи с 10-летним юбилеем начала операции.